# EFootball
eFootball（イーフットボール）は、コナミデジタルエンタテインメント（以下KDE-J）から発売されている、ビデオゲームのサッカーゲーム。略称は『イーフト』。2021年9月30日にPlayStation 5、PlayStation 4、Xbox Series X/S、Xbox One、Microsoft Windows、Steamで、2022年6月2日にiOSおよびAndroidで、それぞれサービス開始。

## 概要
2021年7月21日、コナミは長らく使用されてきた「ウイニングイレブン」および海外版タイトル「Pro Evolution Soccer」を「eFootball」に統一し、改題する事を発表した。基本プレイの無料化（アイテム課金制）、クロスプラットフォームによる別ハード同士の対戦、Unreal Engine 4をベースに開発した新たなエンジン採用など全面的な刷新となる。

### 事実上の配信延期
2021年9月30日に家庭用版およびPC版がサービス開始となったが、操作性や表示不具合など多くの問題点が指摘され、Steamのユーザーレビューでは約9割ものユーザーから「不評」の評価を受けた。これを受けてコナミデジタルエンタテインメントは、当作の改善に努めていくことを表明した。同年11月11日のCS版バージョン1.0.0と同時にアプリ更新予定だったiOS版およびAndroid版の配信は、CS版のアップデート延期のため2022年の春に延期された。さらに配信延期のお詫びとして「eFootball ウイニングイレブン 2021」でのゲーム内イベントの再開を発表。また、モバイル版のみライセンスの最新データへの更新が12月26日に配信された。
2022年4月6日、バージョン1.0へのアップデートが同月14日になる事が公式サイトにて発表。守備時のプレス復活や新操作「インパクトキック」など、操作方法を含めた大幅なアップデートがなされた。モバイル版のアップデートは同年6月のバージョン1.1.0にて行われ、同月2日に「eFootball 2022」としてサービスを開始した。

### シーズンアップデート履歴
- 2022年8月25日にバージョン2.0.0が配信され、タイトルを「eFootball 2023」に変更[11]。
- 2023年9月6日にバージョン3.0.0が配信され、翌9月7日にタイトルを「eFootball 2024」に変更[12]。
- 2024年9月12日にバージョン4.0.0が配信、タイトルから年表記が外され「eFootball」に変更[13][注 2]。
- 2025年8月14日にバージョン5.0.0が配信[14]。

## モード

### 試合
バージョン5.0.0現在は3種類の試合モードが存在する。

#### オーセンティックチーム
プリセットのチームを使用したエキシビジョンマッチや対戦を行うモード。
- フレンドマッチ
  - 対戦部屋を作り、1vs1での対戦を行うモード。
- エキシビション
  - ゲーム内に登場する全てのチームを使用出来るエキシビションマッチ。
  - 0.9.0～3.x(2024)までは「トライアルマッチ」という名称で使用可能チームはシーズンやバージョンによって変動しており、全チームを使用出来る有料コンテンツは当初は2022年内配信と発表していた[15]が、当初の予定から2年後のバージョン4.0.0にて無料アップデートを実施。

#### ドリームチーム
これまでの「マイクラブ」に替わるモード。当初は「クリエイティブチーム」という名称だったが、1.0アップデート時に｢ドリームチーム｣に変更されている。マイクラブとは大きく異なり、これまでエージェント（ガチャ）で獲得出来たスタンダード選手は、GPを支払う事で好きな選手を獲得出来るようになっている。また、レジェンド等の特殊な選手は「抽選契約」というガチャや「抽選契約権」「指名契約権」というチケットで獲得という方式。

指名契約権にはランクがあり、☆2の指名契約権では☆3以上の選手を獲得出来ないという制約がある(逆に☆3契約権で☆2を獲得等下位ランクの選手は獲得可能)
監督は時間によるランダムのリストアップから全ての監督を選べるように変更されており、GPを支払う事で好きな監督を獲得可能に。さらにフォーメーションの固定がなくなり、自由にフォーメーションを組む事が可能。なお、監督はそれぞれの能力として特定の選手の経験値にバフが入る「育成タイプ」を持っている。

バージョン5.0.0では一部の監督に「リンクアップ」という能力が付与。指定のポジションとプレイスタイルを持った選手を選択する事で特別なコンビネーションプレーを行う、特定のプレー時に能力が向上するといった効果を発揮する。また、配布や購入等で入手出来る一部の監督は3Dモデルが搭載され、ウイニングイレブン2021のマスターリーグのような試合中の監督カットシーンが入るようになった。
選手育成には新たに「タレントデザイン」が追加され、レベルが上昇する事で獲得出来るタレントポイントを使用する事により、パラメータを自由に強化出来る。バージョン4.0.0よりGP消費無しでのリセットとタレントポイントの自動振り分けが可能になった。

##### 選手カード
バージョン4.0.0現在、以下のカードが存在する。
- スタンダード選手
  - 通常選手のカード。GPを支払う又はイベントなどで獲得できる「スタンダード選手チケット」を使用する事で獲得可能。以下のスペシャル選手を獲得するための抽選契約(ガチャ)でも排出される。
- スペシャル選手
  - 現役選手や引退選手の過去のシーズン・試合を再現した能力で登場する「ビッグタイム」「エピック」「レジェンダリー」。「ビッグタイム」はそのカードを再現した試合の日付が記載されており、特殊な実況や固有ゴールパフォーマンスが追加されている。「エピック」は2024年7月11日から特別なスキルを所持している場合がある。
  - 当該週に活躍した選手が「PLAYERS OF THE WEEK」として登場する「トレンド」。Jリーグのみ「PLAYERS OF THE MONTH」として別枠で登場している。どちらも能力は完全固定で、選手育成はできない。
  - クラブやリーグのセレクションとして登場する「ショータイム」「ハイライト」「フィーチャー」。「ショータイム」は特別なスキルを所持している場合がある。
  - 2024より一部のスペシャル選手と監督に特定のパラメータを高める効果を持つ「ブースター」という特性が付与され、通常は、決められた4つの能力が＋2上昇する。ブースター選手にはカード下部に「e」のロゴが記載されている。
    - ブースターの種類は、ごく一部の選手固有に与えられる紫色の「スペシャル」、同一リーグなどの条件を持つ選手を複数スカッドに入れる事で効果を発揮する橙色の「スカッドリンク」、一部の「トレンド」選手に与えられるLive Update評価が高ければ大きく効果を発揮する緑色の「ライブリンク」、常時発動の水色の「ノーマル」の4種。
      - 「スカッドリンク」には「トータルパッケージ」という全ての能力値が上昇するものがある。

    - また、バージョン4.0.0では新たに「ブースタースロット」を持つ選手が登場し、空き枠にブースタートークンを使用する事で最大2つのブースターを併用出来る「ブースタークラフト」機能が追加された。ブースタースロットを持つ選手にはカード下部にグレーの「e」のロゴが記載されている。

##### 過去の仕様
- 選手・監督にチームスタイル適性が存在し、タレントデザインで強化可能だった。また、スタンダード選手獲得時に一定確率で排出されたプリズム仕様も廃止（2023までに獲得されたプリズムはそのまま使用可能）。(～2023)
- スタンダードカードのレベルを上限に上げると発光表現が入っていたが、2024にて廃止となった。(～2023)
- バージョン4.0.0で契約期間が廃止となり、契約更新アイテムは補填アイテムを付与する形で消滅。(～2024)

##### ドリームチームでのモード
- イベント
  - 対人戦やAI戦で試合をする事でドリームチームで使用可能な報酬を手に入れられる。イベントによっては指定されたチームの選手を編成しなければならない(スタンダード、スペシャル問わず)、チーム力を規定値まで落とす必要がある、等の条件付きイベントがある。
- eFootballリーグ
  - 対人戦を戦いレートを上げていくランクマッチ方式。バージョン4.4.0では対AI戦モードも追加。
- マイリーグ
  - バージョン3.2.0にて実装。旧ウイニングイレブンのオフラインモード「リーグ」をドリームチームのチームでプレイする。試合を行う事でマイリーグポイントを獲得することができ、ポイントは選手レンタルやモードを有利にするアイテムと交換可能。
- フレンドマッチ
  - 対戦部屋を作成し、友人同士での1vs1や最大3vs3の「CO-OP」をプレイ可能。
- クイックマッチ
  - レートの関係ない1vs1対人戦。

#### ストライクアリーナ
2025年1月23日より不定期の期間限定イベントとして実施。3v3(選手数はGK含めた4人vs4人)のチームプレーモード(1人でもプレイ可)であり、パスを繋ぎながらチェイン数を貯め、ゴールを決めるとそのチェイン数が得点になるというルール。

選手はパートナークラブやアンバサダー選手から選ぶ事が出来、選手それぞれにオーバードライブという固有能力がある。オーバードライブは画面下に表示されるゲージが最大となると発動可能。

### その他モード
- 「トレーニング」はバージョン0.9.0では映像によるチュートリアルだったが、プレーヤーからの声により、バージョン1.0.0以降はゲーム内に収録されている全チームを使用可能な練習モードとなっている。バージョン3.2.0ではドリームチームのチームでトレーニング可能。バージョン5.0.0では操作説明と共に「Academy」タブへ移動。
- バージョン3.2.0にて実装された新モード、「デイリーボーナス」は1日1回のPKを行い、結果に合わせてすごろくのようにスポットと呼ばれるマスを進み、アイテムやスペシャル選手を獲得出来る。4.1.0ではキャプテン翼とのコラボで選手モデルがキャプテン翼の登場キャラクターに変更された他、PK開始前とゴール後に演出が入る。2025年6月26日のLive Updateではシリーズ30周年を記念して選手のグラフィックがシリーズ最初期のポリゴンに近いものに変更された。
- バージョン4.4.0にて機種の違うコンシューマー版(PS系、Steam、Xbox系)同士でのクロスプラットフォーム対戦が可能となった。なお、コンシューマーとモバイルのクロスプラットフォーム対戦、モバイルにてコントローラーを使用したプレイは実装未定[16]。
- マスターリーグ、エディット等ウイニングイレブン時代に存在したモードについては配信未定[16]。

## ライセンス
公式サイトでは、収録されているチームが明記されていない。

### クラブチーム
リーグ名の表記はゲーム中のものに準ずる。リーグ名の太字は実名、クラブ名の太字はオフィシャルパートナーシップ。特筆の無い限り、実名リーグは全クラブ実名、偽名リーグは全クラブ偽名、選手はクラブライセンスの有無を問わず実名。なお、実名のクラブも一部の監督は偽名となっている。
- ヨーロッパ
  -  Scottish Premiership
  -  デンマークリーグ
  -  VriendenLoterij Eredivisie
  -  イングランドリーグ - マンチェスター ユナイテッド、アーセナル FCが実名
  -  イングランド2部リーグ
  -  ベルギーリーグ
  -  Ligue 1 McDonald's
  -  Ligue 2 BKT
  -  スイスリーグ
  -  イタリアリーグ - アタランタ BC、インテルナツィオナーレ ミラノ、AC ミラン、ピサ スポルティング クラブ、S.S. ラツィオが実名
  -  イタリア2部リーグ
  -  スペインリーグ - FC バルセロナが実名
  -  スペイン2部リーグ
  -  Trendyol Süper Lig
  -  Liga Portugal Betclic
  - その他
    -  ドイツ - ボルシア ドルトムント、バイヤー 04 レヴァークーゼン
    - 他にも各国リーグの2024-25シーズンで降格した29クラブが、選手を含め偽名で存在する。

- 南米
  -  コロンビアリーグ
  -  ブラジルリーグ - 全クラブ実名
    - CR フラメンゴ、SE パルメイラス、SC コリンチャンス パウリスタ、サン パウロ F.C.、サントス FCとはオフィシャルパートナーシップ契約を締結している。
    - ミラソウ FCはほとんどの選手が偽名。

  -  ブラジル2部リーグ - 選手偽名
    - アトレチコ パラナエンセはクラブ・選手共に実名。
    - アトレチコ ゴイアニエンセ、クリシューマ E.C.は選手のみ実名。

  -  チリリーグ
  -  アルゼンチンリーグ - CA リーベル プレート、CA ボカ ジュニアーズが実名
  - その他
    -  ブラジル - ブラジル2部リーグの2024シーズンで降格した4クラブが、選手を含め偽名で存在する。

- 北中米
  -  アメリカリーグ
    - MLS Players Association（英語版）に加盟していない選手は偽名。

  -  USL Championship
  - その他
    -  アメリカ合衆国 - 解散によりUSL Championshipから外れた1クラブが、選手を含め偽名で存在する。
    -  メキシコ - ティグレス UANL、CD グアダラハラ、クラブ アメリカ、プマス

- アジア・オセアニア
  -  韓国リーグ[注 4]
  -  明治安田J1リーグ
  -  明治安田J2リーグ
  -  BYD SEALION 6 LEAGUE 1
  - AFCチャンピオンズリーグ エリート
  - AFCチャンピオンズリーグ Two
  - その他
    -  タイ - BYD SEALION 6 LEAGUE 1の2024-25シーズン[注 5]で降格した3クラブが、選手を含め偽名で存在する。

### ナショナルチーム
| - ヨーロッパ（UEFA） - アイスランド - フィンランド - ノルウェー - スウェーデン - スコットランド - ロシア Fict. - デンマーク - 北アイルランド Fict. - アイルランド - ドイツ - オランダ - ポーランド - イングランド - ウェールズ - カザフスタン Fict. - ベルギー - ウクライナ - チェコ - フランス - オーストリア - スロバキア Fict. - ハンガリー - スイス - スロベニア - クロアチア - セルビア Fict. - ルーマニア - ブルガリア - モンテネグロ - 北マケドニア - イタリア - ジョージア Fict. - アルバニア Fict. - アゼルバイジャン Fict. - スペイン - トルコ - ポルトガル - ギリシャ - マルタ - キプロス - イスラエル - 南米（CONMEBOL） - ベネズエラ - コロンビア - エクアドル Fict. - ペルー - ブラジル - ボリビア - パラグアイ - チリ - アルゼンチン - ウルグアイ - 北中米（CONCACAF） - カナダ Fict. - アメリカ合衆国 Fict. - メキシコ Fict. - ジャマイカ Fict. - グアテマラ - ホンジュラス - コスタリカ - パナマ | - アジア（AFC）・オセアニア（OFC） - キルギス AFCQF - ウズベキスタン Fict. AFCQF - 中華人民共和国 Fict. AFCQF - 北朝鮮 Fict. AFCQF - 韓国 AFCQF - イラン Fict. AFCQF - 日本 - レバノン Fict. - イラク Fict. AFCQF - ヨルダン Fict. AFCQF - パレスチナ AFCQF - クウェート Fict. AFCQF - インド - ネパール Fict. - バーレーン AFCQF - カタール Fict. AFCQF - サウジアラビア Fict. AFCQF - アラブ首長国連邦 Fict. AFCQF - バングラデシュ Fict. - オマーン Fict. AFCQF - 香港 Fict. - ベトナム Fict. - ミャンマー Fict. - ラオス Fict. - フィリピン Fict. - タイ - カンボジア Fict. - ブルネイ Fict. - マレーシア - シンガポール - インドネシア AFCQF - 東ティモール Fict. - オーストラリア AFCQF - ニュージーランド - アフリカ（CAF） - チュニジア Fict. - アルジェリア Fict. - モロッコ - エジプト - セネガル Fict. - マリ Fict. - ブルキナファソ Fict. - ギニア Fict. - ナイジェリア Fict. - コートジボワール Fict. - ガーナ - カメルーン - ソマリア Fict. - ガボン - ケニア - コンゴ民主共和国 - ザンビア Fict. - ジンバブエ - ボツワナ - 南アフリカ共和国 |

詳細

太字 - ユニフォーム・選手共にライセンスあり

Fict. - 選手偽名

AFCQF - AFC アジア予選ではユニフォーム・選手共にライセンスあり

#### ナショナル大会ライセンス
- AFC アジア予選

### 前作からの変更点
- ウイニングイレブン2021→1.x（2022）
  - ライセンス削除
    - ロシア・Tinkoff Russian Premier Liga[注 7]、ロシア代表、ベラルーシ代表
    - 中国・CFA Super League[18]
    - シャルケ
    - イタリア・Serie A TIMはアタランタ、ユヴェントス、ラツィオ、ローマ、ナポリ以外のクラブが偽名化
    - コロンビア・Liga BetPlay DIMAYORがリーグ・クラブ偽名化
    - ブラジル・Campeonato Brasileiro Série Aのゴイアスがクラブ偽名化
    - ブラジル2部・Campeonato Brasileiro Série Bのイトゥアノがクラブ偽名化
    - アルゼンチン・Liga Profesional de Fútbolがリーグ偽名化

  - ライセンス状況変化
    - タイ・TOYOTA Thai LeagueがHilux Revo Thai Leagueに名称変更（1.1.0）

  - ライセンス追加
    - アメリカリーグ（リーグ・クラブ偽名）、アメリカ2部相当・USL Championship
    - 日本・明治安田生命J1リーグ、日本2部・明治安田生命J2リーグ（コンシューマ版）
    - AFC Asian Qualifiers - Road to Qatar
    - ヴォルフスブルク
    - インド代表（選手実名・ユニフォーム架空）

  - パートナーシップ終了
    - ゼニト[注 7]
    - ボカ ジュニオルス
    - シャルケ

  - パートナーシップ契約
    - アタランタ
    - ナポリ
    - モンツァ（1.1.0）

- 1.x（2022）→2.x（2023）
  - ライセンス削除
    - イタリア・Serie A TIMがリーグ偽名化[19]。また、ユヴェントス FC[19]、およびイタリア2部・Serie BKTから昇格したU.S. クレモネーゼとU.S. レッチェがクラブ偽名化[注 8]
    - ペルー代表がユニフォーム架空化
    - コートジボワール代表が選手偽名化
    - チリ代表がユニフォーム架空化（2.3.0）
    - ヨーロッパ、南米、タイの2022-23シーズン降格クラブ、FC バイエルン ミュンヘンとアリアンサ リマを除く「その他」に含まれるクラブが選手偽名化（2023/07/13）[20]

  - ライセンス状況変化
    - トルコ・Spor Toto Süper Lig[21]、トルコ代表、FC ジロンダン ボルドー、アトレチコ パラナエンセ、CR ヴァスコ ダ ガマは2.0.0で一時的にクラブ・選手共に偽名化され、2.1.0で再び実名化
    - 日本・明治安田生命J1リーグ、日本2部・明治安田生命J2リーグ、各南米リーグの昇格・降格、アメリカ2部相当・USL Championshipからの退出を反映（2.3.0）

  - ライセンス追加
    - イタリアリーグのAC ミラン、インテルナツィオナーレ ミラノが実名化[22][23]
    - メキシコ・Liga BBVA MX[24]
    - イタリア2部・Serie BKTのブレシア カルチョ、およびイタリアリーグから降格したカリアリ カルチョ、ジェノア CFC、ヴェネツィア FCが実名化
    - ブラジル・Campeonato Brasileiro Série Aのゴイアス ECが実名化
    - ブラジル2部・Campeonato Brasileiro Série Bのイトゥアノ FCが実名化
    - カナダ代表（選手・ユニフォーム架空）
    - マレーシア代表（2.1.0、選手実名・ユニフォーム架空）
    - インドネシア代表（2.1.0、選手実名・ユニフォーム架空）

  - パートナーシップ終了
    - ユヴェントス FC[19]
    - セルティック FC
    - レンジャーズ FC
    - CR ヴァスコ ダ ガマ

  - パートナーシップ契約
    - AC ミラン[22]
    - インテルナツィオナーレ ミラノ[23]
    - ピサ スポルティング クラブ
    - クラブ アメリカ[24]
    - フランス代表[25]
    - CD グアダラハラ
    - プマス
    - ティグレス UANL

- 2.x（2023）→3.x（2024）
  - ライセンス削除
    - イタリア2部・Serie BKTからイタリアリーグに昇格したフロジノーネ カルチョ、ジェノア CFC、カリアリ カルチョがクラブ偽名化
    - ベルギー・Jupiler Pro Leagueがリーグ・全クラブ偽名化
    - アルゼンチンリーグはCA リーベル プレート、CA ボカ ジュニアーズ以外のクラブが偽名化
    - チリ・Campeonato BetssonはCSD コロ コロ以外のクラブが偽名化（リーグ実名）
    - 欧州代表53チームのうち16チーム[注 9]が削除され、18チーム[注 10]のユニフォームが架空化。また、アルバニア代表、ジョージア代表、セルビア代表、スロバキア代表は3.0.0で一時的に削除され、3.6.0で選手偽名・ユニフォーム架空で再収録
    - FC バイエルン ミュンヘンとアリアンサ リマを除く「その他」に含まれていたクラブが削除
    - アリアンサ リマがクラブ・選手偽名化（3.3.0）
    - イタリアリーグのAC モンツァ、AS ローマ、SSC ナポリがクラブ偽名化（2024/06/27）
    - ブラジル・Campeonato Brasileiro Série Aがリーグ偽名化（2024/08/29）

  - ライセンス状況変化
    - トルコ・Spor Toto Süper LigがTrendyol Süper Ligに名称変更
    - ポルトガル・Liga Portugal BwinがLiga Portugal Betclicに名称変更
    - ブラジル・Campeonato Brasileiro Série AがBrasileirão Assaiに名称変更
    - ブラジル2部・Campeonato Brasileiro Série BがBrasileirão Betano Série Bに名称変更
    - フランス2部・Ligue 2 BKTのFC アヌシーは3.0.0で一時的に削除され、3.1.0で復活。それに伴い、クラブ・選手偽名で存在していたFC ソショー モンベリアルがヨーロッパの「その他」へ移動
    - ブラジル・Brasileirão AssaiのSC コリンチャンス パウリスタ、CR フラメンゴ、SC インテルナシオナウ、サン パウロ F.C.、CR ヴァスコ ダ ガマは3.0.0で一時的にクラブ・選手共に偽名化され、3.1.0で再び実名化[26]
    - イタリア2部・Serie BKTのブレシア カルチョは3.0.0で一時的に削除され、3.2.0で復活。それに伴い、クラブ・選手偽名で存在していたLFA レッジョ カラブリアがヨーロッパの「その他」へ移動
    - AFC Asian Qualifiers - Road to QatarがAFCアジアカップに差し替え（3.2.0）
    - ネイマールを除くブラジル代表の選手は3.2.0で一時的に偽名化（ユニフォームライセンスあり）され、2023/12/21のLive Updateで再び実名化
    - 日本・明治安田生命J1リーグが明治安田J1リーグに、日本2部・明治安田生命J2リーグが明治安田J2リーグに名称変更（3.3.0）
    - アルゼンチンリーグ、チリ・Campeonato Betsson、コロンビアリーグ、日本・明治安田J1リーグ、日本2部・明治安田J2リーグの昇格・降格を反映。収録リーグから外れたクラブはクラブ・選手偽名で各地域の「その他」へ移動（3.3.0）
    - ブラジル・Brasileirão Assai、ブラジル2部・Brasileirão Betano Série Bの昇格・降格、アメリカ2部相当・USL Championshipの参入・退出を反映。収録リーグから外れたクラブはクラブ・選手偽名で各地域の「その他」へ移動（3.4.0）

  - ライセンス追加
    - 南アフリカ代表、韓国代表が選手実名化（ユニフォーム架空）
    - イタリアリーグからイタリア2部・Serie BKTに降格したスペツィア カルチョ、U.S. クレモネーゼ、U.C. サンプドリアが実名化、およびイタリア2部・Serie BKTに昇格したフェラルピサロ、AC レッジャーナ 1919、U.S. カタンツァーロ 1929が実名化（3.1.0）
    - ポルトガル・Liga Portugal Betclicに昇格したモレイレンセ FC、SC ファレンセ、CF エストレラ ダ アマドーラが実名化（3.1.0）
    - イタリア2部・Serie BKTに昇格したカルチョ レッコ 1912が実名化（3.2.0）
    - アジアカップで選手偽名だったカタール代表（ユニフォームライセンスあり）が実名化（2024/01/11）
    - 韓国リーグ（3.3.0、リーグ・クラブ偽名）

  - パートナーシップ終了
    - CA リーベル プレート
    - アリアンサ リマ（3.2.0）
    - AC モンツァ、AS ローマ、SSC ナポリ（2024/07/01）

- 3.x（2024）→4.x
  - ライセンス削除
    - イタリア2部・Serie BKTからイタリアリーグに昇格したパルマ カルチョ 1913、コモ 1907、ヴェネツィア FCがクラブ偽名化
    - デンマーク・3F Superligaがリーグ・全クラブ偽名化
    - スイス・Credit Suisse Super Leagueがリーグ・全クラブ偽名化
    - ブラジル2部・Brasileirão Betano Série Bがリーグ偽名化。また、サントス FC以外のクラブ・選手も偽名化
    - チリ・Campeonato Betssonがリーグ偽名化
    - AFCアジアカップが削除。これに伴い、アジアカップでのみ収録されていたシリア代表、タジキスタン代表が削除（4.2.0）
    - アジア・オセアニアを除く「その他」に含まれていた偽名クラブが削除（4.2.0）
    - メキシコ・Liga BBVA MXがリーグ偽名化。また、ティグレス UANL、CD グアダラハラ、クラブ アメリカ、プマス以外のクラブ・選手も偽名化（4.3.0）
    - ブラジルリーグのクイアバ ECの選手が偽名化（2025/02/20）
    - メキシコリーグが削除。実名の4クラブは北中米の「その他」へ移動（4.5.0）
    - 4.3.0時点で「その他」に含まれていた偽名クラブが削除（4.5.0）
    - FC バイエルン ミュンヘン（2025/06/26）

  - ライセンス状況変化
    - スコットランド・cinch Scottish PremiershipがScottish Premiershipに名称変更
    - フランス・Ligue 1 Uber EatsがLigue 1 McDonald'sに名称変更
    - 本来フランス2部・Ligue 2 BKTから降格することになっていたESTAC トロワは4.0.0で一時的に偽名化・ヨーロッパの「その他」に移され、4.1.0で再び実名化
    - AFC Champions LeagueがAFCチャンピオンズリーグ エリートに名称変更（4.1.0）
    - アルゼンチンリーグ、チリリーグ、コロンビアリーグ、日本・明治安田J1リーグ、日本2部・明治安田J2リーグ、韓国リーグの昇格・降格、アメリカリーグの参入・退出を反映。収録リーグから外れたクラブはクラブ・選手偽名で各地域の「その他」へ移動（4.3.0）
    - ブラジルリーグ、ブラジル2部リーグの昇格・降格[注 11]、アメリカ2部相当・USL Championshipの参入・退出を反映。収録リーグから外れたクラブはクラブ・選手偽名で各地域の「その他」へ移動（4.4.0）

  - ライセンス追加
    - イタリアリーグからイタリア2部・Serie BKTに降格したフロジノーネ カルチョ、U.S. サッスオーロ、U.S. サレルニターナ 1919が実名化
    - ブラジルリーグのSE パルメイラスが実名化
    - ヨーロッパ[注 12]、アフリカ[注 13]、アジア[注 14]の代表チームが追加（ケニアは選手実名・ユニフォーム架空。それ以外は選手・ユニフォーム架空）
    - AFC アジア予選、AFCチャンピオンズリーグ Two（4.1.0）
    - フィリピン代表、ブルネイ代表、東ティモール代表（4.1.0、選手・ユニフォーム架空）
    - バイヤー 04 レヴァークーゼン（4.3.0）
    - グアテマラ代表、ガボン代表、コンゴ民主共和国代表、ジンバブエ代表、ボツワナ代表（4.3.0、選手実名・ユニフォーム架空）
    - インドネシア代表のユニフォームがライセンス化（2025/02/20）
    - ウルグアイ代表のユニフォームがライセンス化（4.4.0）
    - ブラジルリーグに昇格したセアラー SC、スポルチ レシフェ、ミラソウ FCがクラブ・一部選手実名化（4.4.0）
    - ボルシア ドルトムント（2025/07/24）

  - パートナーシップ終了
    - SC インテルナシオナウ（4.3.0）
    - FC バイエルン ミュンヘン、ピサ スポルティング クラブ、アトレチコ ミネイロ、CSD コロ コロ（2025/06/26）

  - パートナーシップ状況変化
    - クラブ アメリカは2025/02/05のLive Updateでオフィシャルパートナーシップから外れ、2025/06/26のLive Updateで再契約
    - CR フラメンゴは4.3.0でオフィシャルパートナーシップから外れ、2025/06/26のLive Updateで再契約

  - パートナーシップ契約
    - SE パルメイラス
    - ボルシア ドルトムント（2025/07/24）

- 4.x→5.x
  - ライセンス削除
    - イタリア2部・Serie BKTがリーグ偽名化。2024-25シーズン時点で含まれていたクラブも、ピサ スポルティング クラブを除いて偽名化
    - ブラジル2部リーグのアトレチコ ゴイアニエンセ、クリシューマ E.C.、クイアバ ECがクラブ偽名化[注 15]
    - チリリーグのCSD コロ コロがクラブ偽名化

  - ライセンス状況変化
    - オランダ・EredivisieがVriendenLoterij Eredivisieに名称変更
    - タイ・Hilux Revo Thai LeagueがBYD SEALION 6 LEAGUE 1に名称変更

  - ライセンス追加
    - 一部偽名だったブラジルリーグの選手が実名化（ミラソウ FCは一部選手のみ実名化）

## スタジアム
モバイル版は「eFootball スタジアム」「オールド・トラフォード」「エミレーツ・スタジアム」「ジュゼッペ・メアッツァ」「サン・シーロ」のみ収録。
- 実名
  -  ヒストリック Spotify カンプ・ノウ（FC バルセロナ）
  -  ジグナル・イドゥナ・パルク（ボルシア ドルトムント）
  -  オールド・トラフォード（マンチェスター ユナイテッド FC）
  -  エミレーツ・スタジアム（アーセナル FC）
  -  ウェンブリー・スタジアム connected by EE (イングランド代表)
  -  ジュゼッペ・メアッツァ（インテルナツィオナーレ ミラノ）
  -  サン・シーロ（AC ミラン）
  -  スタディオ・オリンピコ (S.S. ラツィオ)（SS ラツィオ／イタリア代表）
  -  スタディオ・ディ・ベルガモ（アタランタ BC）
  -  ヨハン・クライフ・アレナ（AFC アヤックス／オランダ代表）
  -  エスタディオ・アクロン（CD グアダラハラ）
  -  エスタディオ・バノルテ（クラブ アメリカ／メキシコ代表）
  -  エスタディオ・ウニベルシタリオ｜エル・ヴォルカン（ティグレス UANL）
  -  エスタディオ・オリンピコ・ウニベルシタリオ（プマス）
  -  アレーナ・MRV（アトレチコ ミネイロ）
  -  ネオ・キミカ・アレナ（コリンチャンス）
  -  エスタジオ・ベイラ＝リオ（インテルナシオナウ）
  -  モラム・ビーズ（サン パウロ）
  -  エスタディオ・ウルバーノ・カルデイラ（英語版）（サントス FC）
  -  マス・モヌメンタル（CA リーベル プレート／アルゼンチン代表）
  -  エスタディオ・アルベルト・J・アルマンド｜ラ・ボンボネーラ（CA ボカ ジュニアーズ）
  -  埼玉スタジアム2○○2（浦和レッズ／日本代表）
- 架空
  - eFootball スタジアム
  - エスタディオ・エスコルピオ
  - エスタディオ・ヌエボ・トリウンフォ
  - スタジオ・オリオン
  - エスタディオ・デル・マルタンガル
  - スポーツ・パーク

### 前作からの変更点
- ウイニングイレブン2021→1.x（2022）
  - ライセンス削除
    - フェルティンス・アレーナ
    - スタッド・ルイ・ドゥ
    - ザンクト・ヤコブ・パルク
    - エスタディオ・ジョゼ・アルヴァラーデ
    - ヨハン・クライフ・アレナ
    - デ・カイプ
    - ガスプロム・アリーナ
    - ウェンブリー・スタジアム
    - アリアンツ・パルケ
    - エスタディオ・ミネイロン
    - アレーナ・ド・グレミオ
    - エスタディオ・アルベルト・J・アルマンド｜ラ・ボンボネーラ
    - エスタディオ・ナシオナル・フリオ・マルティネス・パラダノス
    - エスタディオ・アレハンドロ・ビジャヌエバ（英語版）
    - 埼玉スタジアム2○○2

- 1.x（2022）→2.x（2023）
  - ライセンス削除
    - アリアンツ・スタジアム
    - セルティック・パーク
    - アイブロックス・スタジアム
    - エスタディオ・サン・ジャヌアリオ（英語版）

  - ライセンス状況変化
    - カンプ・ノウがSpotify カンプ・ノウに名称変更
    - エル・モヌメンタルがマス・モヌメンタルに名称変更

  - ライセンス追加
    - ジュゼッペ・メアッツァ／サン・シーロ
    - ゲヴィス・スタジアム
    - エスタディオ・アステカ
    - エスタディオ・アルベルト・J・アルマンド｜ラ・ボンボネーラ
    - 埼玉スタジアム2○○2
    - ウェンブリー・スタジアム connected by EE
    - U-Power スタジアム
    - アレーナ・MRV（2.1.0）
    - エスタディオ・アクロン（2.4.0）

- 2.x（2023）→3.x（2024）
  - ライセンス削除
    - エスタディオ・ド・マラカナン
    - スタディオ・オリンピコ (AS ローマ)（2024/6/27）
    - U-Power スタジアム （2024/6/27）

  - ライセンス状況変化
    - ネオ・キミカ・アレナ、エスタジオ・ベイラ＝リオ、エスタジオ・シーセロ・ポンペウ・ヂ・トレドは3.0.0にて一時的に削除され、3.1.0にて復活

  - ライセンス追加
    - エル・ヴォルカン
    - エスタディオ・オリンピコ・ウニベルシタリオ（3.4.0）

- 3.x（2024）→4.x
  - ライセンス削除
    - アリアンツ・アレナ（2025/6/26）

  - ライセンス状況変化
    - Spotify カンプ・ノウがヒストリック Spotify カンプ・ノウに名称変更
    - エスタジオ・シーセロ・ポンペウ・ヂ・トレドがモラム・ビーズに名称変更
    - エスタディオ・モヌメンタル・デ・コロコロがエスタディオ・モヌメンタルに名称変更

  - ライセンス追加
    - ヨハン・クライフ・アレナ

- 4.x→5.x
  - ライセンス削除
    - エスタディオ・モヌメンタル（英語版）

  - ライセンス状況変化
    - ゲヴィス・スタジアムがスタディオ・ディ・ベルガモに名称変更
    - エスタディオ・アステカがエスタディオ・バノルテに名称変更

  - ライセンス追加
    - ジグナル・イドゥナ・パルク